# Jorge Recalde
Jorge Raúl Recalde, soprannominato El Condor de Traslasierras (Mina Clavero, 9 agosto 1951 – Córdoba, 10 marzo 2001), è stato un pilota di rally argentino, vincitore in carriera di una prova del campionato del mondo rally (Rally d'Argentina 1988).

## Biografia

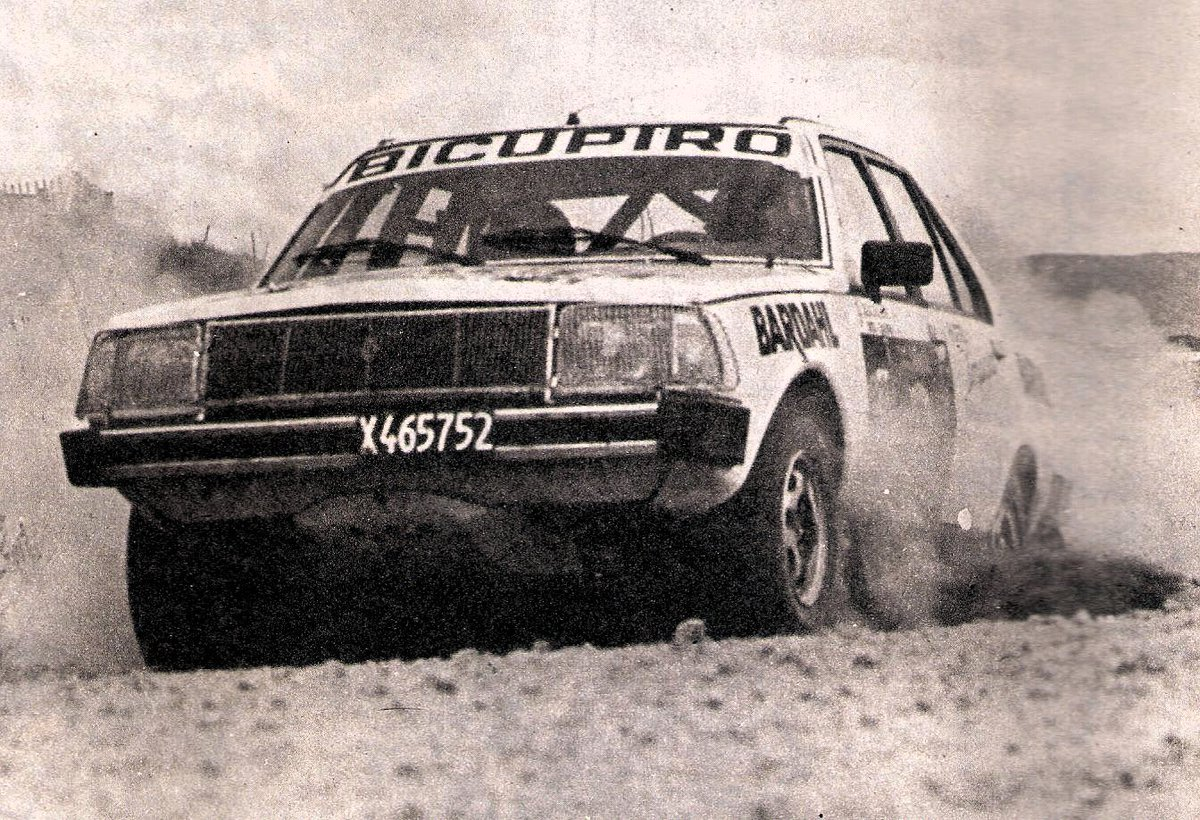
Recalde su una Renault 18 nel 1982

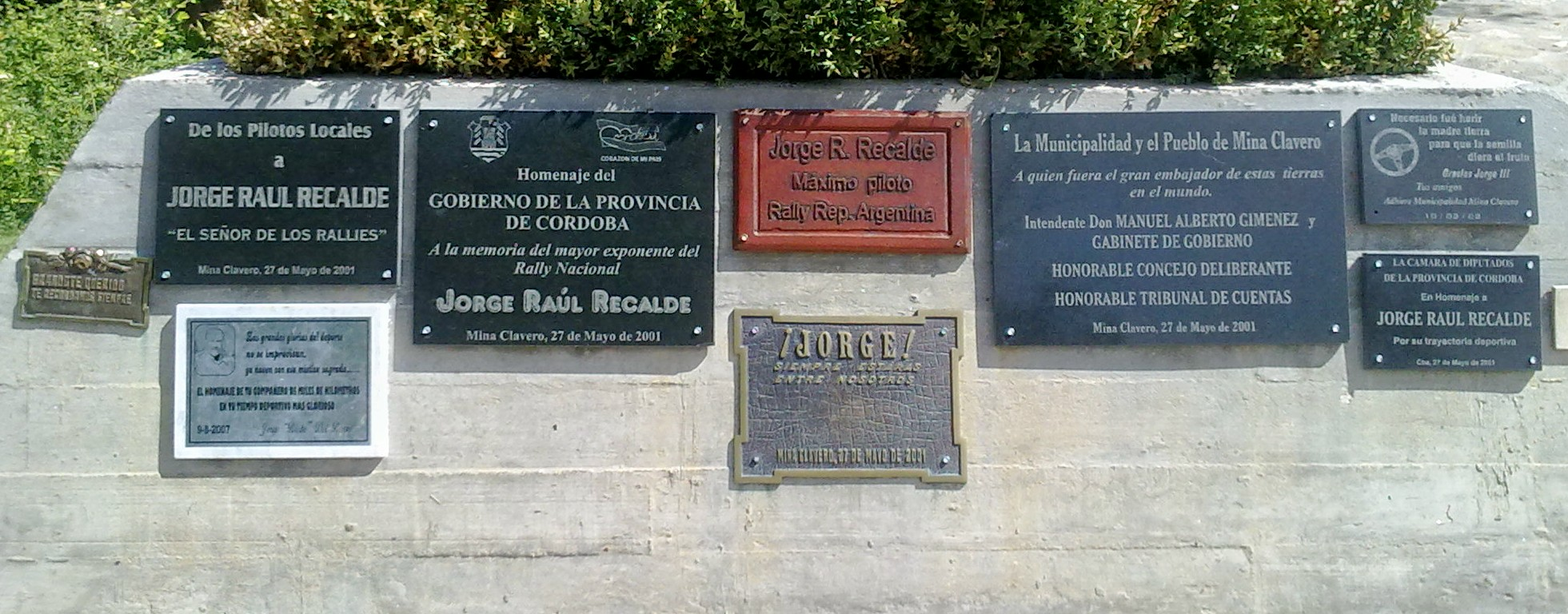
Targhe commemorative lasciate dagli appassionati presso la casa dove viveva Recalde, a Mina Clavero

Pilota dalla lunghissima carriera, partecipò al campionato del mondo rally dal 1980 al 2000, campionato nel quale chiuse tre volte nella top ten del mondiale piloti. Inoltre arrivò secondo nel mondiale produzione nel 1988 e nel 1995.
Recalde disputò in totale 69 gare iridate, ottenendo 8 podi e una vittoria, conquistata al Rally d'Argentina del 1988 al volante di una Lancia Delta Integrale della squadra ufficiale Martini Lancia.
Morì prematuramente nel 2001, nel corso del Rally Villa Dolores in Argentina, e la morte ufficialmente fu dovuta ad un arresto cardiaco, evidentemente occorsogli contestualmente all'incidente.

## Vittorie nel WRC
| Nº | Rally | Anno                 | Pilota          | Vettura                | Squadra        |
| -- | ----- | -------------------- | --------------- | ---------------------- | -------------- |
| 1  | 1988  | 8º Rally d'Argentina | Jorge del Buono | Lancia Delta Integrale | Martini Lancia |

## Risultati nel mondiale rally

### WRC
| 1980 | Scuderia | Vettura                                  |  |  |   |  |    |     |  |  |  |  |  |   |  |  | Punti | Pos. |
| ---- | -------- | ---------------------------------------- |  |  | - |  | -- | --- |  |  |  |  |  | - |  |  | ----- | ---- |
| 1980 |          | Ford Escort RS1800 Mercedes-Benz 500 SLC |  |  | 8 |  | 12 | Rit |  |  |  |  |  | 2 |  |  | 18    | 14º  |

| 1981 | Scuderia    | Vettura     |  |  |  |  |  |  |   |   |  |  |  |  |  |  | Punti | Pos. |
| ---- | ----------- | ----------- |  |  |  |  |  |  | - | - |  |  |  |  |  |  | ----- | ---- |
| 1981 | Ma. Ma. Sa. | Datsun 160J |  |  |  |  |  |  | 3 | 4 |  |  |  |  |  |  | 22    | 14º  |

| 1983 | Scuderia | Vettura        |  |  |  |  |  |  |  |   |  |  |  |  |  |  | Punti | Pos. |
| ---- | -------- | -------------- |  |  |  |  |  |  |  | - |  |  |  |  |  |  | ----- | ---- |
| 1983 |          | Renault 18 GTX |  |  |  |  |  |  |  | 8 |  |  |  |  |  |  | 3     | 47º  |

| 1984 | Scuderia   | Vettura         |  |  |  |  |  |  |  |   |  |  |  |  |  |  | Punti | Pos. |
| ---- | ---------- | --------------- |  |  |  |  |  |  |  | - |  |  |  |  |  |  | ----- | ---- |
| 1984 | Audi Sport | Audi quattro A2 |  |  |  |  |  |  |  | 3 |  |  |  |  |  |  | 12    | 16º  |

| 1985 | Scuderia          | Vettura        |  |  |  |  |  |  |  |     |  |  |  |  |  |  | Punti | Pos. |
| ---- | ----------------- | -------------- |  |  |  |  |  |  |  | --- |  |  |  |  |  |  | ----- | ---- |
| 1985 | Renault Argentina | Renault 18 GTX |  |  |  |  |  |  |  | Rit |  |  |  |  |  |  | 0     |      |

| 1986 | Scuderia       | Vettura         |  |  |  |  |  |  |  |   |  |  |  |  |  |  | Punti | Pos. |
| ---- | -------------- | --------------- |  |  |  |  |  |  |  | - |  |  |  |  |  |  | ----- | ---- |
| 1986 | Martini Lancia | Lancia Delta S4 |  |  |  |  |  |  |  | 4 |  |  |  |  |  |  | 10    | 26º  |

| 1987 | Scuderia                  | Vettura                                               |  |  |    |  |  |   |   |  |   |  |  |  |  |  | Punti | Pos. |
| ---- | ------------------------- | ----------------------------------------------------- |  |  | -- |  |  | - | - |  | - |  |  |  |  |  | ----- | ---- |
| 1987 | Jolly Club Martini Lancia | Fiat Uno Turbo Audi Coupé Quattro Lancia Delta HF 4WD |  |  | 10 |  |  | 4 | 7 |  | 2 |  |  |  |  |  | 30    | 9º   |

| 1988 | Scuderia               | Vettura                |  |  |    |  |     |     |   |  |   |    |  |     |    |  | Punti | Pos. |
| ---- | ---------------------- | ---------------------- |  |  | -- |  | --- | --- | - |  | - | -- |  | --- | -- |  | ----- | ---- |
| 1988 | Martini Lancia Top Run | Lancia Delta Integrale |  |  | 10 |  | Rit | Rit | 6 |  | 1 | 13 |  | Rit | 18 |  | 27    | 9º   |

| 1989 | Scuderia               | Vettura                |  |  |  |     |  |   |  |   |  |     |  |  |    |  | Punti | Pos. |
| ---- | ---------------------- | ---------------------- |  |  |  | --- |  | - |  | - |  | --- |  |  | -- |  | ----- | ---- |
| 1989 | Martini Lancia Top Run | Lancia Delta Integrale |  |  |  | Rit |  | 5 |  | 3 |  | Rit |  |  | 15 |  | 20    | 15º  |

| 1990 | Scuderia                 | Vettura                                          |  |   |  |  |     |   |     |    |    |  |  |  |  |  | Punti | Pos. |
| ---- | ------------------------ | ------------------------------------------------ |  | - |  |  | --- | - | --- | -- | -- |  |  |  |  |  | ----- | ---- |
| 1990 | Top Run Recalde Alpitour | Lancia Delta Integrale 16V Toyota Celica GT-Four |  | 7 |  |  | Rit | 8 | Rit | 22 | 11 |  |  |  |  |  | 7     | 33º  |

| 1991 | Scuderia       | Vettura                    |  |  |  |   |  |     |  |   |  |   |  |  |   |  | Punti | Pos. |
| ---- | -------------- | -------------------------- |  |  |  | - |  | --- |  | - |  | - |  |  | - |  | ----- | ---- |
| 1991 | Martini Lancia | Lancia Delta Integrale 16V |  |  |  | 3 |  | Rit |  | 5 |  | 8 |  |  | 6 |  | 29    | 9º   |

| 1992 | Scuderia       | Vettura                   |  |  |  |   |  |   |  |     |  |   |  |  |  |  | Punti | Pos. |
| ---- | -------------- | ------------------------- |  |  |  | - |  | - |  | --- |  | - |  |  |  |  | ----- | ---- |
| 1992 | Martini Lancia | Lancia Delta HF Integrale |  |  |  | 3 |  | 6 |  | Rit |  | 4 |  |  |  |  | 28    | 10º  |

| 1993 | Scuderia             | Vettura                   |  |  |     |  |  |     |     |     |  |     |  |  |  |  | Punti | Pos. |
| ---- | -------------------- | ------------------------- |  |  | --- |  |  | --- | --- | --- |  | --- |  |  |  |  | ----- | ---- |
| 1993 | Astra Racing Top Run | Lancia Delta HF Integrale |  |  | Rit |  |  | Rit | Rit | Rit |  | Rit |  |  |  |  | 0     |      |

| 1994 | Scuderia                    | Vettura                                              |  |     |  |    |  |   |     |     |    |  |  |  |  |  | Punti | Pos. |
| ---- | --------------------------- | ---------------------------------------------------- |  | --- |  | -- |  | - | --- | --- | -- |  |  |  |  |  | ----- | ---- |
| 1994 | Mitsubishi Ralliart Germany | Mitsubishi Lancer RS Mitsubishi Lancer Evo I, Evo II |  | Rit |  | 17 |  | 5 | Rit | Rit | 16 |  |  |  |  |  | 8     | 19º  |

| 1995 | Scuderia                    | Vettura                           |  |  |    |    |   |    |     |  |  |  |  |  |  |  | Punti | Pos. |
| ---- | --------------------------- | --------------------------------- |  |  | -- | -- | - | -- | --- |  |  |  |  |  |  |  | ----- | ---- |
| 1995 | Mitsubishi Ralliart Germany | Mitsubishi Lancer Evo II, Evo III |  |  | 10 | 20 | 9 | 10 | Rit |  |  |  |  |  |  |  | 4     | 20º  |

| 1996 | Scuderia | Vettura                   |  |  |  |     |     |    |     |     |    |  |  |  |  |  | Punti | Pos. |
| ---- | -------- | ------------------------- |  |  |  | --- | --- | -- | --- | --- | -- |  |  |  |  |  | ----- | ---- |
| 1996 |          | Mitsubishi Lancer Evo III |  |  |  | Rit | Rit | 19 | Rit | Rit | 26 |  |  |  |  |  | 0     |      |

| 1997 | Scuderia | Vettura                   |  |  |  |  |  |  |    |  |  |  |  |  |  |  | Punti | Pos. |
| ---- | -------- | ------------------------- |  |  |  |  |  |  | -- |  |  |  |  |  |  |  | ----- | ---- |
| 1997 |          | Mitsubishi Lancer Evo III |  |  |  |  |  |  | 14 |  |  |  |  |  |  |  | 0     |      |

| 1998 | Scuderia | Vettura                         |  |  |  |  |  |  |     |  |  |  |  |    |  |  | Punti | Pos. |
| ---- | -------- | ------------------------------- |  |  |  |  |  |  | --- |  |  |  |  | -- |  |  | ----- | ---- |
| 1998 |          | Mitsubishi Lancer Evo IV, Evo V |  |  |  |  |  |  | Rit |  |  |  |  | 18 |  |  | 0     |      |

| 1999 | Scuderia | Vettura                 |  |  |  |  |  |  |   |  |  |  |  |  |  |  | Punti | Pos. |
| ---- | -------- | ----------------------- |  |  |  |  |  |  | - |  |  |  |  |  |  |  | ----- | ---- |
| 1999 |          | Mitsubishi Lancer Evo V |  |  |  |  |  |  | 8 |  |  |  |  |  |  |  | 0     |      |

| 2000 | Scuderia | Vettura                 |  |  |  |  |  |     |  |  |  |  |  |  |  |  | Punti | Pos. |
| ---- | -------- | ----------------------- |  |  |  |  |  | --- |  |  |  |  |  |  |  |  | ----- | ---- |
| 2000 |          | Ford Escort RS Cosworth |  |  |  |  |  | Rit |  |  |  |  |  |  |  |  | 0     |      |

| Legenda | 1º posto | 2º posto | 3º posto | A punti | Senza punti | Ritirato | Squalificato | NP=Non partito C=Gara cancellata | Apice=Power stage |

### PWRC
| 1988 | Scuderia | Vettura                |  |  |   |  |     |     |   |  |  |   |  |     |   |  | Punti | Pos. |
| ---- | -------- | ---------------------- |  |  | - |  | --- | --- | - |  |  | - |  | --- | - |  | ----- | ---- |
| 1988 |          | Lancia Delta Integrale |  |  | 1 |  | Rit | Rit | 2 |  |  | 1 |  | Rit | 3 |  | 43    | 2º   |

| 1990 | Scuderia | Vettura                    |  |   |  |  |     |   |  |   |   |  |  |  |  |  | Punti | Pos. |
| ---- | -------- | -------------------------- |  | - |  |  | --- | - |  | - | - |  |  |  |  |  | ----- | ---- |
| 1990 | Top Run  | Lancia Delta Integrale 16V |  | 1 |  |  | Rit | 3 |  | 4 | 3 |  |  |  |  |  | 26    | 4º   |

| 1994 | Scuderia                    | Vettura                                              |  |     |  |   |  |   |     |     |   |  |  |  |  |  | Punti | Pos. |
| ---- | --------------------------- | ---------------------------------------------------- |  | --- |  | - |  | - | --- | --- | - |  |  |  |  |  | ----- | ---- |
| 1994 | Mitsubishi Ralliart Germany | Mitsubishi Lancer RS Mitsubishi Lancer Evo I, Evo II |  | Rit |  | 5 |  | 1 | Rit | Rit | 2 |  |  |  |  |  | 27    | 3º   |

| 1995 | Scuderia                    | Vettura                           |  |  |   |   |   |   |     |  |  |  |  |  |  |  | Punti | Pos. |
| ---- | --------------------------- | --------------------------------- |  |  | - | - | - | - | --- |  |  |  |  |  |  |  | ----- | ---- |
| 1995 | Mitsubishi Ralliart Germany | Mitsubishi Lancer Evo II, Evo III |  |  | 2 | 3 | 1 | 2 | Rit |  |  |  |  |  |  |  | 40    | 2º   |

| 1996 | Scuderia | Vettura                   |  |  |  |     |     |   |     |     |   |  |  |  |  |  | Punti | Pos. |
| ---- | -------- | ------------------------- |  |  |  | --- | --- | - | --- | --- | - |  |  |  |  |  | ----- | ---- |
| 1996 |          | Mitsubishi Lancer Evo III |  |  |  | Rit | Rit | 6 | Rit | Rit | 4 |  |  |  |  |  | 8     | 15º  |

| 1997 | Scuderia | Vettura                   |  |  |  |  |  |  |   |  |  |  |  |  |  |  | Punti | Pos. |
| ---- | -------- | ------------------------- |  |  |  |  |  |  | - |  |  |  |  |  |  |  | ----- | ---- |
| 1997 |          | Mitsubishi Lancer Evo III |  |  |  |  |  |  | 5 |  |  |  |  |  |  |  | 2     | 40º  |

| 1998 | Scuderia | Vettura                         |  |  |  |  |  |  |     |  |  |  |  |   |  |  | Punti | Pos. |
| ---- | -------- | ------------------------------- |  |  |  |  |  |  | --- |  |  |  |  | - |  |  | ----- | ---- |
| 1998 |          | Mitsubishi Lancer Evo IV, Evo V |  |  |  |  |  |  | Rit |  |  |  |  | 3 |  |  | 5     | 13º  |

| 1999 | Scuderia | Vettura                 |  |  |  |  |  |  |   |  |  |  |  |  |  |  | Punti | Pos. |
| ---- | -------- | ----------------------- |  |  |  |  |  |  | - |  |  |  |  |  |  |  | ----- | ---- |
| 1999 |          | Mitsubishi Lancer Evo V |  |  |  |  |  |  | 2 |  |  |  |  |  |  |  | 8     | 12º  |

| Legenda | 1º posto | 2º posto | 3º posto | A punti | Senza punti | Ritirato | Squalificato | NP=Non partito C=Gara cancellata | Apice=Power stage |